# В интересах государства
В интересах государства (англ. La raison d'état) — франко-итальянская кинодрама режиссёра Андре Кайата с Моникой Витти в главной роли, выпущенная 26 апреля 1978 года.

## Сюжет
Биолог Марро получает документ, содержащий доказательство ответственности Франции, в частности высокопоставленного чиновника, Жана-Филиппа Леруа, в гибели 140 африканских детей, погибших в их самолёте от французских ракет, проданных незаконно. По возвращении профессор стал жертвой ДТП. Итальянская подруга и соратница профессора Анжела Равелли немедленно отправляется в Париж, чтобы публично осудить скандал, но Леруа вмешивается лично, чтобы заставить её выслушать его версию.
Несмотря на это вмешательство, молодая женщина упорствует в своих обвинениях и арестована спецслужбами по обвинению в шпионаже. Став жертвой манипуляции спецслужб, она вынуждена уехать в США после того, как согласится выдать себя за агента ЦРУ в глазах общественности. По прибытии в Штаты Анжелу сразу же убивают. Леруа, прикрываемый своим министром, продолжает свою деятельность в открытую.